# Impuesto sobre Transmisiones Patrimoniales y Actos Jurídicos Documentados
El Impuesto de Transmisiones Patrimoniales y Actos Jurídicos Documentados es un tributo complejo vigente en España. Se trata de un impuesto complejo porque grava diferentes hechos imponibles, por lo que en ocasiones la doctrina lo divide en tres impuestos diferentes:
- Transmisiones patrimoniales.
- Actos jurídicos documentados.
- Operaciones societarias.

Cada uno de estos impuestos grava un hecho imponible completamente distinto. El impuesto sobre Transmisiones Patrimoniales grava todas aquellas transmisiones de bienes a título oneroso que no se encuentran gravados por el impuesto sobre el Valor Añadido. Sin embargo, el impuesto sobre los actos jurídicos documentados es un impuesto que grava la formalización de determinados documentos notariales, mercantiles y administrativos en territorio español o en el extranjero que surtan efectos en España.
Por su parte, el impuesto sobre operaciones societarias grava la constitución, aumento y disminución de capital, fusión, escisión y disolución de sociedades, las aportaciones que efectúen los socios para reponer pérdidas sociales y el traslado a España de la sede de dirección efectiva o del domicilio social de una sociedad.